# Episodi di Kitchen Confidential
La prima ed unica stagione della serie televisiva Kitchen Confidential è stata trasmessa nel 2005 dal network statunitense Fox, che ha messo in onda solo quattro episodi lasciando inediti i restanti nove episodi.
In Italia, la stagione è stata trasmessa in prima visione dal 1º febbraio 2010 su Italia 1, che ha trasmesso gli episodi in ordine sparso in orari che oscillavano dalla 5:00 alle 6:30 del mattino. Sulla TV satellitare a pagamento, la stagione, è andata in onda dal 7 settembre al 12 ottobre 2011 su Fox Life.
| nº | Titolo originale         | Titolo italiano          | Prima TV USA      | Prima TV Italia  |
| -- | ------------------------ | ------------------------ | ----------------- | ---------------- |
| 1  | Exile on Main Street     | Nato per cucinare        | 19 settembre 2005 | 1º febbraio 2010 |
| 2  | Aftermath                | Conti in sospeso         | 26 settembre 2005 | 2 febbraio 2010  |
| 3  | Dinner Date with Death   | Una cena da infarto      | 3 ottobre 2005    | 2 febbraio 2010  |
| 4  | French Fight             | Guerra tra chef          | 5 dicembre 2005   | 4 febbraio 2010  |
| 5  | You Lose, I Win          | Ricetta per il rancore   | –                 | 5 febbraio 2010  |
| 6  | Rabbit Test              | La prova del coniglio    | –                 | 6 febbraio 2010  |
| 7  | The Robbery              | La rapina                | –                 | 10 febbraio 2010 |
| 8  | Teddy Takes Off          | Il tonno pinna gialla    | –                 | 8 febbraio 2010  |
| 9  | Let's Do Brunch          | Facciamo il brunch!      | –                 | 10 febbraio 2010 |
| 10 | Praise Be Praise         | La classifica degli chef | –                 | 7 febbraio 2010  |
| 11 | An Affair To Remember    | L'amante del capo        | –                 | 7 febbraio 2010  |
| 12 | Power Play               | Gioco di potere          | –                 | 11 febbraio 2010 |
| 13 | And the Award Goes to... | E il premio va...        | –                 | 12 febbraio 2010 |